# Sarina Beach
Sarina Beach – miasto w Australii, w stanie Queensland, nad Oceanem Spokojnym.